# 藤森ねね
藤森 ねね（ふじもり ねね、1986年10月20日 - ）は、日本の元AV女優。
本当の誕生年は1984年。趣味:料理、特技:カラオケ。

## 略歴
- 2006年6月 - ジャパンホームビデオ、マックス・エー2社専属女優としてAVデビュー。
- 2007年7月 - 『ビージーン 藤森ねね』で桃太郎映像出版よりセルデビュー。
- 現在は柴咲ゆうりという名前に改名して活動している。

## 出演作品
2006年
- 生きイキ（6月30日、アリスJAPAN） ※デビュー作
- ねねのLove Lesson（7月28日、サマンサ）
- 激イキ（8月25日、アリスJAPAN）
- メイドお騒がせします!（9月29日、サマンサ）
- アダルトメルヘン 赤ずきんちゃん（10月27日、アリスJAPAN）
- ギャルNeNe（11月28日、MAX-A）
- 女尻（12月28日、アリスJAPAN）

2007年
- MAX GIRLS よくばり大回転（1月16日、MAX-A）他出演:柚木ティナ、北原多香子、佐藤ローラ、恋小夜、小栗杏菜
- キャバNeNe（1月30日、MAX-A）
- ダブルエロスタイル（2月16日、アリスJAPAN）共演:松島かえで
- ビージーン 藤森ねね（7月7日、桃太郎映像出版）
- 失神!!完全燃焼!! セクシービッグバーン（8月19日、桃太郎映像出版）
- 絶頂失神!!（9月19日、桃太郎映像出版）
- 妄想ファック（10月19日、桃太郎映像出版）

2008年
- 露出番外地 M女調教グラフティー（7月11日、BUMPエンターテイメント）
- 限界 おもらし三昧（8月1日、AVS）
- 制服縞パンニーソックス（8月1日、TMA）他多数出演
- 高級メイド手コキサロン（9月19日、TMA）他出演:絢音ミミ、花宮あみ、桜庭彩、藤森ねね、田中美久、中居みゆ、MARIMO、東条かれん、花純、小日向しおり
- CLONNAD（11月7日、TMA）他出演:桜井真央、並樹ゆりあ、美花ぬりぇ、小野瀬香恋、みづき伊織